# Ransom Eli Olds
Ransom Eli Olds (3 de junio de 1864-26 de agosto de 1950) fue un pionero de la industria automovilística estadounidense, fundador de las compañías Oldsmobile en 1897 y REO Motor Car Company en 1904.

## Semblanza
Eli Olds nació en Geneva (Ohio), aunque siendo todavía un niño, su familia se mudó a Cleveland (Ohio). Finalmente, en 1880 se trasladó a Lansing (Míchigan), donde se casó el 5 de junio de 1889 con Metta Ursula Woodward. Dedicó toda su vida profesional a las dos compañías que fundó, primero a Oldsmobile hasta 1904, y luego a la REO durante el resto de su carrera. 

## Oldsmobile
Ransom Eli Olds fundó Olds Motor Vehicle Company, en Lansing (Míchigan) el 21 de agosto de 1897. Dos años después, en 1899, la compañía fue adquirida por el magnate del cobre y la madera Samuel Latta Smith, quien la renombró Olds Motor Works y la trasladó de Lansing, a Detroit. Smith fue elegido presidente de la compañía, mientras que Olds pasó a ser vicepresidente y director general.
En 1901, Olds diseñó el automóvil Curved Dash, que tenía un precio de 650 dólares. Fue el primer vehículo de bajo costo producido en serie en los Estados Unidos, años antes del Ford T de Henry Ford. La compañía logró vender más de 600 vehículos del Curved Dash, antes que un incendio destruyera la fábrica ese mismo año, llegando en 1904 a vender casi 5500 unidades.
Al mismo tiempo, Frederik Smith, uno de los hijos de Samuel Latta Smith, entró en el negocio, y mantuvo frecuentes enfrentamientos con Olds, resultando en el retiro del cargo de vicepresidente y director general en 1904, motivo por el cual Olds abandonó la compañía.
Olds entonces decidió fundar otra compañía, llamada R.E. Olds Motor Car Company, pero el nombre fue cambiado poco después para evitar un pleito por parte de la Olds Motor Works, pasando a ser la REO Motor Car Company, donde Olds se mantuvo como presidente hasta 1925, cuando pasó a ser director ejecutivo.
La Olds Motor Works fue adquirida en 1908 por General Motors, manteniendo la marca Oldsmobile hasta 2004, cuando el grupo la suprimió después de 107 años.

## Reconocimientos
- Forma parte del Salón de la Fama del Automóvil desde 1946.[4]
- El Museo del Transporte R. E. Olds de Lansing (Míchigan), fundado en 1981, lleva su nombre.